# Улрих X фон Брегенц
Улрих X фон Брегенц (на немски: Ulrich X von Bregenz; Ulric; Udalrich) е от 1079 година до смъртта си граф на Брегенц и Пфулендорф. Основател е на манастир Анделсбрух и манастир Мерерау (1094), фогт на църква в Кур. Графовете са от род Удалрихинги с резиденция в замък Хоенбрегенц в Брегенц.

## Биография
Роден е около 1060 година. Той е син на Улрих IX фон Брегенц († пр. 1079, погребан в Петерсхаузен), граф на Брегенц, граф в Аргенгау и Нибелгау. Потомък е на Улрих VI фон Брегенц († 950/957), граф в Брегенц, граф в Реция. Брат е на Марквард IV фон Брегенц († сл. 1079) и на Хайнрих в Нибелгау († сл. 1094)
През борбата за инвеститура Улрих X фон Брегенц е на папската страна. Той е в съюз с Рудолф фон Райнфелден и Велф IV.
Улрих X фон Брегенц умира между 26 октомври и 28 октомври 1097 в Претигау в кантон Граубюнден. Погребан е в манастир Мерерау до Брегенц във Форарлберг.
Последният граф на Брегенц преписва през 1143 г. собствеността си в графство Пфулендорф. Внучката му наследничката графиня Елизабет фон Брегенц (1152 – 1216) се омъжва преди 1 май 1571 г. за пфалцграф Хуго II фон Тюбинген. Графството отива на пфалцграфовете на Тюбинген и на графовете на Монфор.

## Фамилия
Улрих X фон Брегенц е сгоден пр. 1077 г. за фон Хабсбург, дъщеря на граф Вернер I фон Хабсбург († 1096) и съпругата му Регинлинт, но годежът се разваля.
Улрих X фон Брегенц се жени пр. 1077 г. за Берта фон Райнфелден († сл. 20 януари 1128, погребана в Мерерау), графиня фон Келмюнц, дъщеря на херцог Рудолф фон Райнфелден от Швабия († 1080), немски гегенкрал (1077 – 1080), и Аделхайд Торинска († 1079). Те имат децата:
- Рудолф I фон Брегенц/II († 27/28 април 1160), граф на Брегенц, граф в Долна Реция, граф на Кур, женен:

I. за Ирмгард фон Калв, дъщеря на граф Адалберт II фон Калв
II. за Вулфхилд Баварска († сл. 1156/ сл. 8 май 1160), дъщеря на Хайнрих Черния, херцог на Бавария (Велфи)
- Улрих XI/X фон Брегенц († 30 април сл. 1094/сл.1109), граф на Монфор
- Хайнрих фон Келмюнц († пр. 26 март 1128)
- Аделхайд фон Брегенц († 28 юни 1125/ пр. 28 юни 1165), омъжена за граф Улрих фон Рамшперг, граф в Хегау († сл. 1155)